# ميناء جابهار
ميناء چابهار (بالفارسية: خلیج چابهار) هي مدينة تقع في البلدة المركزية في إيران. يقدر عدد سكانها بـ 71,070 نسمة .